# G-Power
G-POWER ist ein weltweit tätiger Anbieter von Zubehörprodukten für BMW-Fahrzeuge. Darüber hinaus ist die Firma Hersteller von Fahrzeugen in Einzelfertigung.

## Geschichte

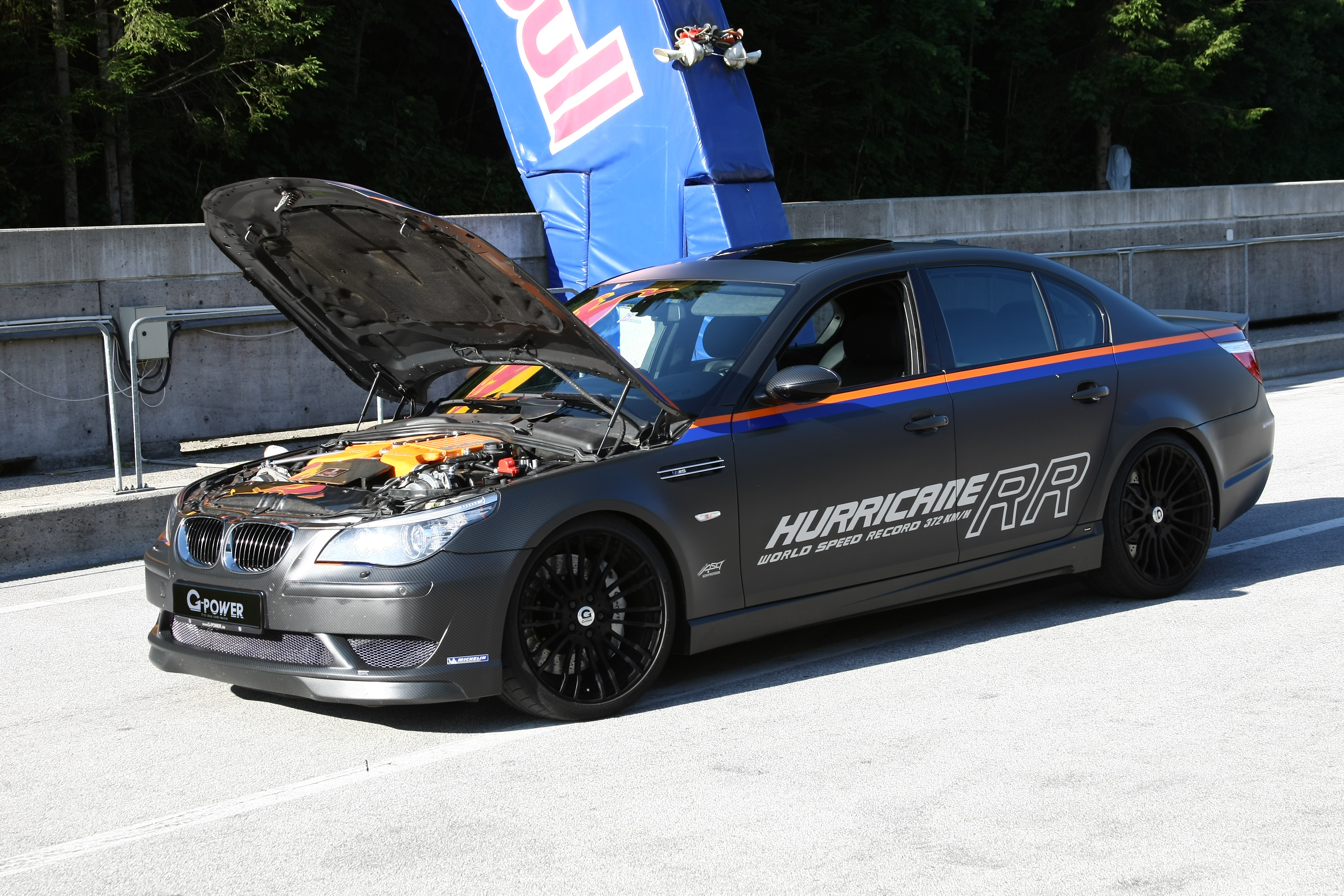
G-Power M5 Hurricane RR

Die Geschichte von G-POWER begann 1971 in Neu-Isenburg bei Frankfurt bei der Familie Grommisch mit der Veredelung von Fahrzeugen der Marke BMW. 1973 übernahm die Firma den Vertrieb der Alpina-Vertretung im Rhein-/Main-Gebiet.
Ab 1983 erfolgte die Konzentration auf das Kerngeschäft, das BMW-Tuning. Meilensteine aus dieser Zeit sind die Einführung des DTM-Stils bei Endschalldämpfern sowie die Entwicklung des sogenannten Keilformfahrwerks in Zusammenarbeit mit dem Kooperationspartner Koni. 1986 startete G-Power die eigene Produktion von Zubehörprodukten für diverse BMW-Modelle. Die Beteiligung an einem britischen Hersteller für Abgasanlagen ermöglichte es, Sportendschalldämpfer mit der eigenentwickelten Deeptone Technology zu produzieren.
1995 übernahm Zoran Zorneke den Geschäftsbetrieb und die Markenrechte an G-POWER. Der Firmensitz wurde 1997 auf das neue Firmengelände mit großem Neubau inklusive Maha-Leistungsprüfstand in Brunsbüttel verlegt. Kurz darauf präsentierte G-POWER das erste einer Reihe von Kompressorsystemen, die auf dem M-GmbH S50 3.0l Sportmotor entwickelt wurden. Das Evo-Kompressorsystem für den BMW M3 E36 ermöglichte damalig eine Leistungssteigerung von 210 kW (286 PS) auf 294 kW (400 PS).
2005 erweiterte G-POWER den Betrieb um einen eigenen Fertigungsbetrieb für Carbon-Aerodynamikanbauteile. Dieser Unternehmensteil brachte im gleichen Jahr das selbst entwickelte Aerodynamikprogramm für die BMW-Reihen 3er, 5er, 6er, 7er und den Z8 sowie das ebenfalls selbst entwickelte Leichtmetallrad Silverstone Diamond zur Marktreife.
2007 stellte G-POWER das 404 kW (550 PS) starke G-Power G3 CSL V10 Coupé vor. Das BMW M3 E46 Coupé mit integriertem V10-Triebwerk aus dem BMW M5 E60 war nur als Komplettfahrzeug erhältlich.
Seit Anfang 2007 ist G-POWER in Bayern. Als erstes Projekt, das nach dem Umzug realisiert wurde, entstand das Bi-Kompressorsystem für das BMW-V10-Triebwerk aus dem BMW M5 E60 und BMW M6 E63. Mittels zweier Radialverdichter und einem Ladedruck von ca. 0,8 bar rel. wurde eine Leistungssteigerung von 370 kW (507 PS) auf bis zu 588 kW (800 PS) im G-POWER M6 Hurricane RR erzielt. Dieses Fahrzeug hält mit einer Höchstgeschwindigkeit von 372 km/h den Weltrekord für die schnellste Limousine der Welt.
2012 wurde der G1 V8 Hurricane RS auf Basis des 1er M Coupe mit V8-Motor und Kompressorsystem vorgestellt. Bei einer Motorleistung von 441 kW (600 PS) erreicht das Fahrzeug und eine Höchstgeschwindigkeit von 330 km/h. Neben dem Motor wurden zusätzliche Änderungen an Fahrwerk, Bremse und Aerodynamik vorgenommen. Dieses Modell wurde nur als Komplett-Manufakturfahrzeug angeboten.
2014 wurde der G4M Bi-TURBO auf Basis des BMW M4 F82 mit Sechszylinder-Reihenmotor 3,0l Hubraum, der mit 500 kW (680 PS) eine Höchstgeschwindigkeit von 330 km/h erreicht, präsentiert. Möglich macht diesen Leistungszuwachs eine Kombination aus Hardware- und Software-Upgrades. Die Entwicklung und Einführung der Upgrades für die Turbomotoren wurde maßgeblich von Zoran Zorneke geleitet. Neben einer individuellen Motorsoftware-Anpassung setzt das Kit auf Turbolader-Modifikationen. Die serienmäßigen Verdichterräder der Turbolader werden durch deutlich größere Exemplare getauscht. Ergänzend werden die Strömungsverhältnisse optimiert sowie Edelstahl-Downpipes und eine Titan-Abgasanlage mit vier Carbon-Endrohren montiert.
Mittlerweile beschäftigte sich das Unternehmen neben den BMW-Modellen auch mit der Veredelung diverser AMG-Modelle. Hierzu gehört unter anderem der C 63 AMG W205 mit 588 kW (800 PS). In diesem Leistungssegment wurden auch der AMG GT R oder der E 63 AMG W213 mit 588 kW (800 PS) und 1.000 Nm vorgestellt. Möglich machen diese Leistungen ebenfalls eigenentwickelte Kombinationen aus Hardware- und Software-Upgrades, insbesondere Turbolader-Upgrades mit optimierten Turbinenrädern und CNC-gefrästen Gehäusen. Dazu kommen neue Edelstahl-Downpipes, eine Edelstahl-Abgasanlage und die Abstimmung mit der firmeneigenen Software.

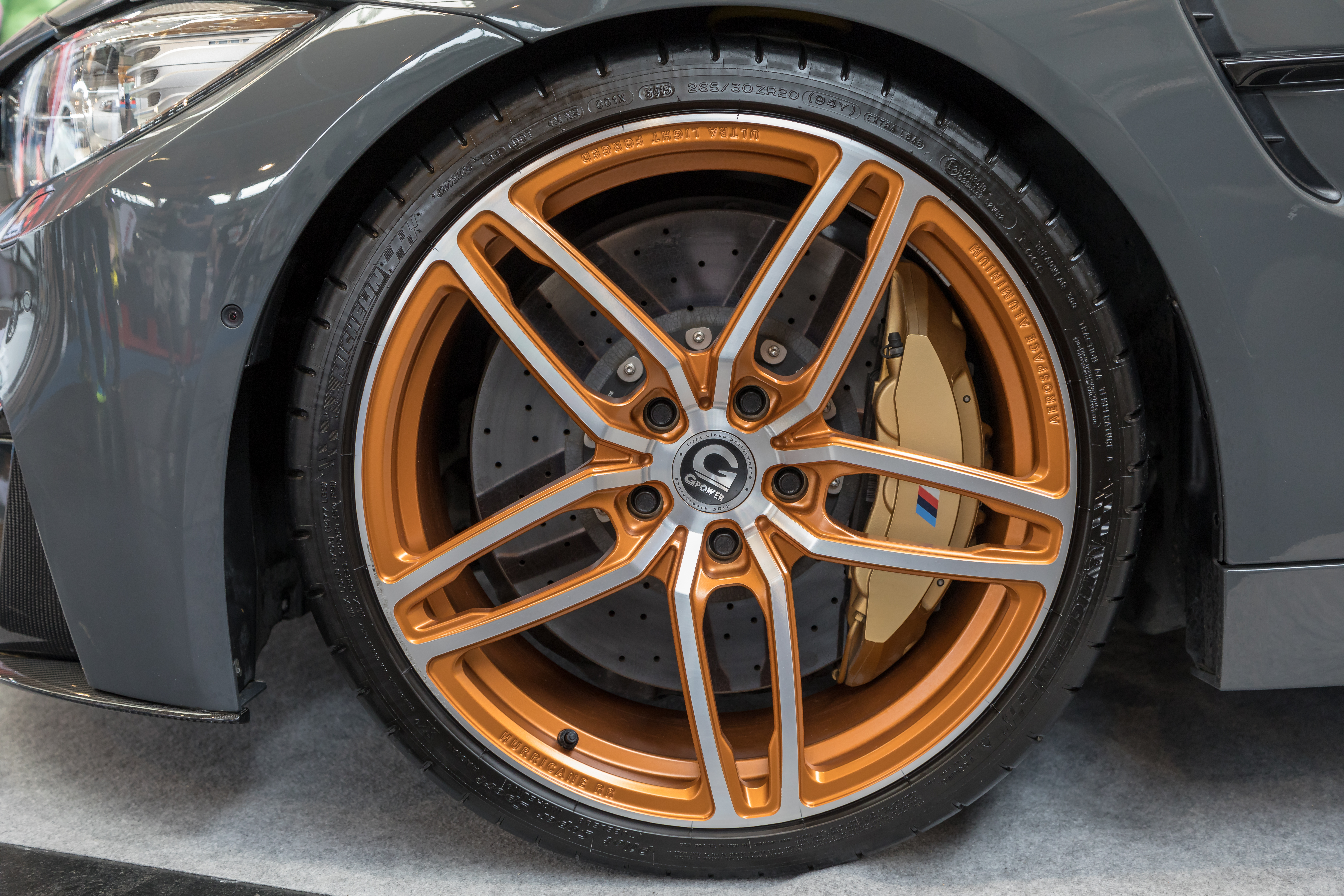
Leichtmetall-Schmiederad G-Power Hurricane RR

2018 wurde der X6M TYPHOON mit 551 kW (750 PS) und Widebody-Kit vorgestellt. Ähnlich wie beim G4M Bi-TURBO machte auch hier eine Kombination aus Hardware- und Software-Upgrades die Leistungssteigerung möglich. 2019 stellte die Firma ein weiteres Modell der M-Reihe vor. Mit 588 kW (800 PS) und 1000 Nm beträgt die Höchstgeschwindigkeit mehr als 345 km/h. Das Fahrzeug beschleunigt in 2,9 Sekunden von 0 auf 100 km/h.